# Quartet de corda núm. 21 (Mozart)
El Quartet de corda núm. 21 en re major, K. 575, és una composició de Wolfgang Amadeus Mozart acabada el juny de 1789, a Viena. Es tracta del primer d'una sèrie de tres quartets, coneguts com a Quartets prussians, dedicats al rei de Prússia Frederic Guillem II. Ha adquirit el sobrenom de Quartet «La violeta».
Consta de quatre moviments:
1. Allegro, en re major.
2. Andante.
3. Menuetto: Allegretto.
4. Allegretto, en re major.

El quartet fou escrit per al rei de Prússia i dedicat a ell. Frederic Guillem II era un aficionat violoncel·lista. Presenta un estil similar als quartets de Joseph Haydn. El contacte amb el rei es produí quan Mozart i el seu amic el Príncep Lichnowsky es van reunir amb ell a Potsdam l'abril de 1789 i Mozart va poder tocar davant el rei a Berlín el 26 maig 1789.
Aquest quartet de corda és una peça popular dins el repertori actual de música de cambra. Es tracta d'una obra escrita en el zenit de la maduresa creadora de Mozart com a compositor de música de cambra. Es considera que aquest quartet està en un estil més relaxat que el que s'observa en els sis quartets dedicats a Haydn. Aquest quartet té unes atractives melodies i la música és gratificant i, alhora, un repte musical per al violoncel.
Una interpretació típica dura uns 24 minuts.